# Tachyphyle assa
Tachyphyle assa är en fjärilsart som beskrevs av Druce 1892. Tachyphyle assa ingår i släktet Tachyphyle och familjen mätare. Inga underarter finns listade i Catalogue of Life.